# Monorail

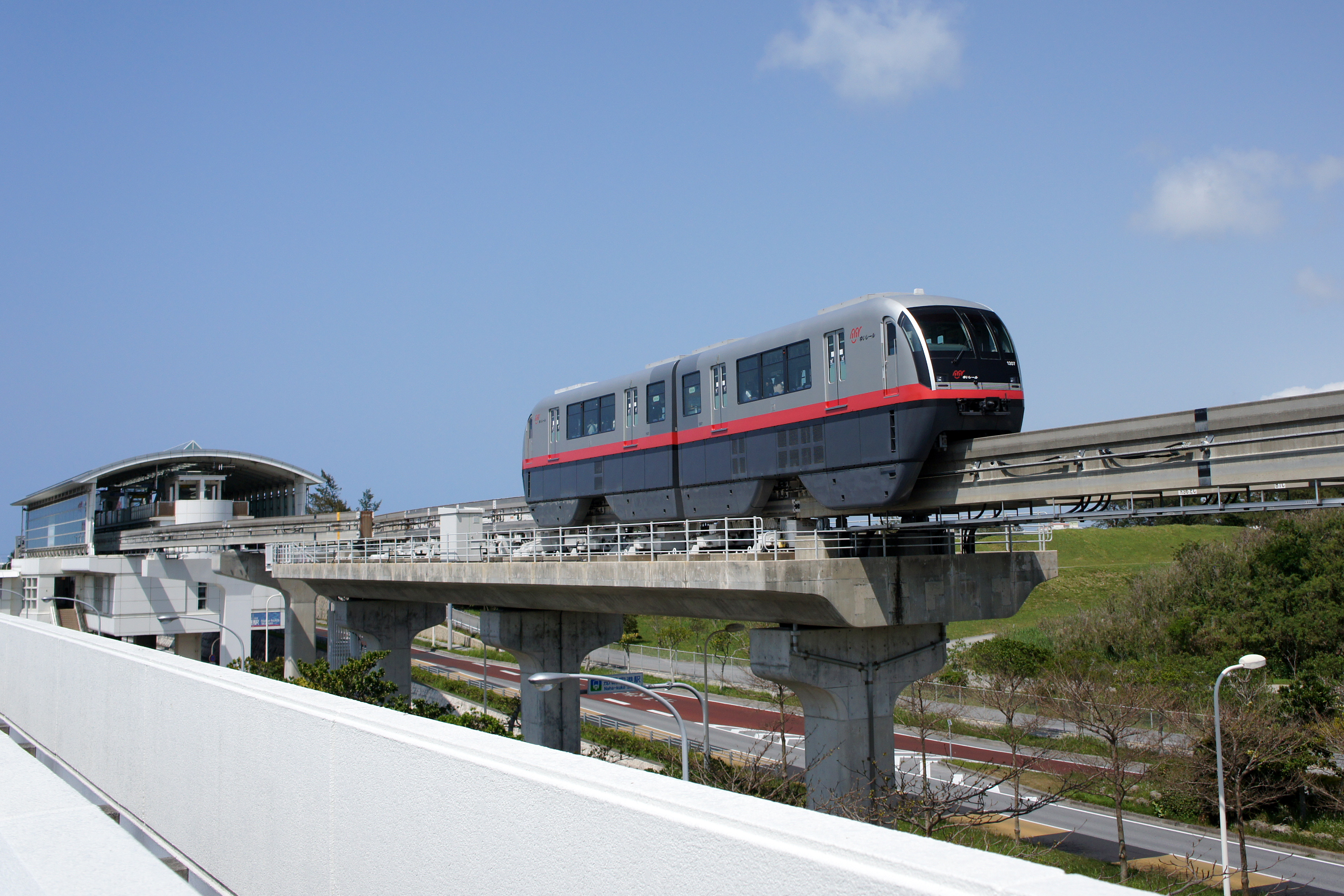
Ví dụ về monorail (Tỉnh Okinawa ở Nhật Bản, Tuyến Monorail của Thành phố Okinawa)

Monorail là hệ thống vận tải trên một đường ray đơn. Đường ray này đóng vai trò là hệ đỡ và dẫn hướng. Thuật ngữ này cũng dùng để miêu tả khung của hệ thống hoặc các phương tiện vận tải (xe) chạy trên đường ray giống như trên. Thuật ngữ được kết hợp từ mono (đơn) và rail (đường ray) vào khoảng năm 1897, khi hệ thống đường ray bằng kim loại được đưa vào sử dụng. Hệ thống vận tải này thường được xem giống như hệ thống đường sắt. Tuy nhiên, điểm khác biệt là hệ thống light rail có hai đường ray cùng đỡ cũng như có khả năng dẫn hướng cho toa tàu.
Thông thường, monorail cũng bị sử dụng nhầm để chỉ các dạng hệ thống tàu điện trên cao (elevated light-rail system).  Thực tế, thì thuật ngữ này chỉ để cập đến kiểu đường ray chứ không phải độ cao của đường ray.

## Hệ thống monorail
| Các quốc gia có hệ thống monorail đã được đưa vào khai thác | Các quốc gia có hệ thống monorail đã được đưa vào khai thác | Các quốc gia có hệ thống monorail đã được đưa vào khai thác | Các quốc gia có hệ thống monorail đã được đưa vào khai thác |
| Châu Âu                                                     | STT                                                         | Quốc gia                                                    | Năm đưa vào khai thác                                       |
| ----------------------------------------------------------- | ----------------------------------------------------------- | ----------------------------------------------------------- | ----------------------------------------------------------- |
| Châu Âu                                                     | 1                                                           | Đức                                                         | 1901                                                        |
| Châu Âu                                                     | 2                                                           | Vương quốc Anh                                              | 1987                                                        |
| Châu Âu                                                     | 3                                                           | Nga                                                         | 2004                                                        |
| Châu Âu                                                     | 4                                                           | Tây Ban Nha                                                 | 2008                                                        |
| Châu Âu                                                     | 5                                                           | Ý                                                           | 2020                                                        |
| Châu Á                                                      | STT                                                         | Quốc gia                                                    | Năm đưa vào khai thác                                       |
| Châu Á                                                      | 1                                                           | Nhật Bản                                                    | 1964                                                        |
| Châu Á                                                      | 2                                                           | Trung Quốc                                                  | 2002                                                        |
| Châu Á                                                      | 3                                                           | Malaysia                                                    | 2003                                                        |
| Châu Á                                                      | 4                                                           | Singapore                                                   | 2007                                                        |
| Châu Á                                                      | 5                                                           | UAE                                                         | 2009                                                        |
| Châu Á                                                      | 6                                                           | Ấn Độ                                                       | 2014                                                        |
| Châu Á                                                      | 7                                                           | Hàn Quốc                                                    | 2015                                                        |
| Châu Á                                                      | 8                                                           | Turkmenistan                                                | 2016                                                        |
| Châu Á                                                      | 9                                                           | Thái Lan                                                    | 2023                                                        |
| Châu Mỹ                                                     | STT                                                         | Quốc gia                                                    | Năm đưa vào khai thác                                       |
| Châu Mỹ                                                     | 1                                                           | Hoa Kỳ                                                      | 1959                                                        |
| Châu Mỹ                                                     | 2                                                           | Brasil                                                      | 2014                                                        |
| Châu Đại Dương                                              | STT                                                         | Quốc gia                                                    | Năm đưa vào khai thác                                       |
| Châu Đại Dương                                              | 1                                                           | Úc                                                          | 1986                                                        |
| Châu Phi                                                    | STT                                                         | Quốc gia                                                    | Năm đưa vào khai thác                                       |
| Châu Phi                                                    | 1                                                           | Nigeria                                                     | 2016                                                        |
| Các quốc gia đang xây dựng hệ thống monorail                |                                                             |                                                             |                                                             |
| Châu Mỹ                                                     | STT                                                         | Quốc gia                                                    | Năm dự kiến đưa vào khai thác                               |
| Châu Mỹ                                                     | 1                                                           | Cộng hòa Dominica                                           | 2024                                                        |
| Châu Mỹ                                                     | 2                                                           | México                                                      | 2024                                                        |
| Châu Mỹ                                                     | 2                                                           | Panama                                                      | 2025                                                        |
| Châu Phi                                                    | STT                                                         | Quốc gia                                                    | Năm dự kiến đưa vào khai thác                               |
| Châu Phi                                                    | 1                                                           | Ai Cập                                                      | 2023                                                        |

#### Tổng quan
- Minirail at the Expo 67 Lưu trữ ngày 3 tháng 3 năm 2016 tại Wayback Machine
- Innovative Transportation Technologies - a website for the Transportation engineering và Urban planning programs at the University of Washington
- The Disneyland Monorail Lưu trữ ngày 6 tháng 12 năm 2012 tại archive.today - Article on how a rubber-wheeled monorail works.
- The Monorail Society - home page of a volunteer organization promoting monorails, with separate pages on monorail switches and a backyard monorail
- "One-Track Wonders: Early Monorails" - Site with lots of images of imagined and real monorails[liên kết hỏng]
- The unknown russian monorail - in Russian
- Maglev Monorail - Official site of the International Maglev Board Lưu trữ ngày 22 tháng 12 năm 2008 tại Wayback Machine

#### Theo nhóm
- 2045 Seattle Lưu trữ ngày 19 tháng 1 năm 2019 tại Wayback Machine - a grassroots movement that supports the construction of rapid transit monorail in Seattle, WA
- Austin Monorail Project Lưu trữ ngày 16 tháng 3 năm 2009 tại Wayback Machine - a non-profit advocating monorail transit for Austin, TX
- The Monorail Society - an all-volunteer organization founded to foster more awareness and promote this unique method of transportation

#### Tổ chức và quan điểm khác nhau về monorail
- Las Vegas Monorail: Troublesome Technology in a Unique "Niche" Application - a critical article on the Las Vegas Monorail from Light Rail Now!, a pro-light rail organization in Austin, TX opposed to monorails
- Monorail Capital Costs: Reality Check - a critical article on the capitial costs of monorails. From Light Rail Now!
- Monorails, Light Rail, and Automated vs. Non-Automated Transit Operation: Comparative Costs in Japan and USA - a critical article on the cost differences of monorails, whether they are automated or not. From Light Rail Now!